# Chikkamulangi, Ramdurg
Chikkamulangi là một làng thuộc tehsil Ramdurg, huyện Belgaum, bang Karnataka, Ấn Độ.